# Ernst Günter Herrmann
Ernst Günter Herrmann (né en 1941 à Erfurt) est un sculpteur et architecte paysagiste allemand.

## Biographie
Herrmann étudie l'architecture de 1961 à 1968 à Berlin et à Londres. Il termine sa formation en 1969 à l'université de Stuttgart. De 1969 à 1974, il est professeur à l'université de Californie à Los Angeles. Il revient en Europe et installe son atelier en Provence jusqu'en 1978.
Depuis 1979, il travaille comme sculpteur et architecte à Ostfildern. Il conçoit principalement des places publiques, des jardins, des fontaines et des sculptures. À partir de 1995, il est aussi architecte paysagiste.

## Galerie

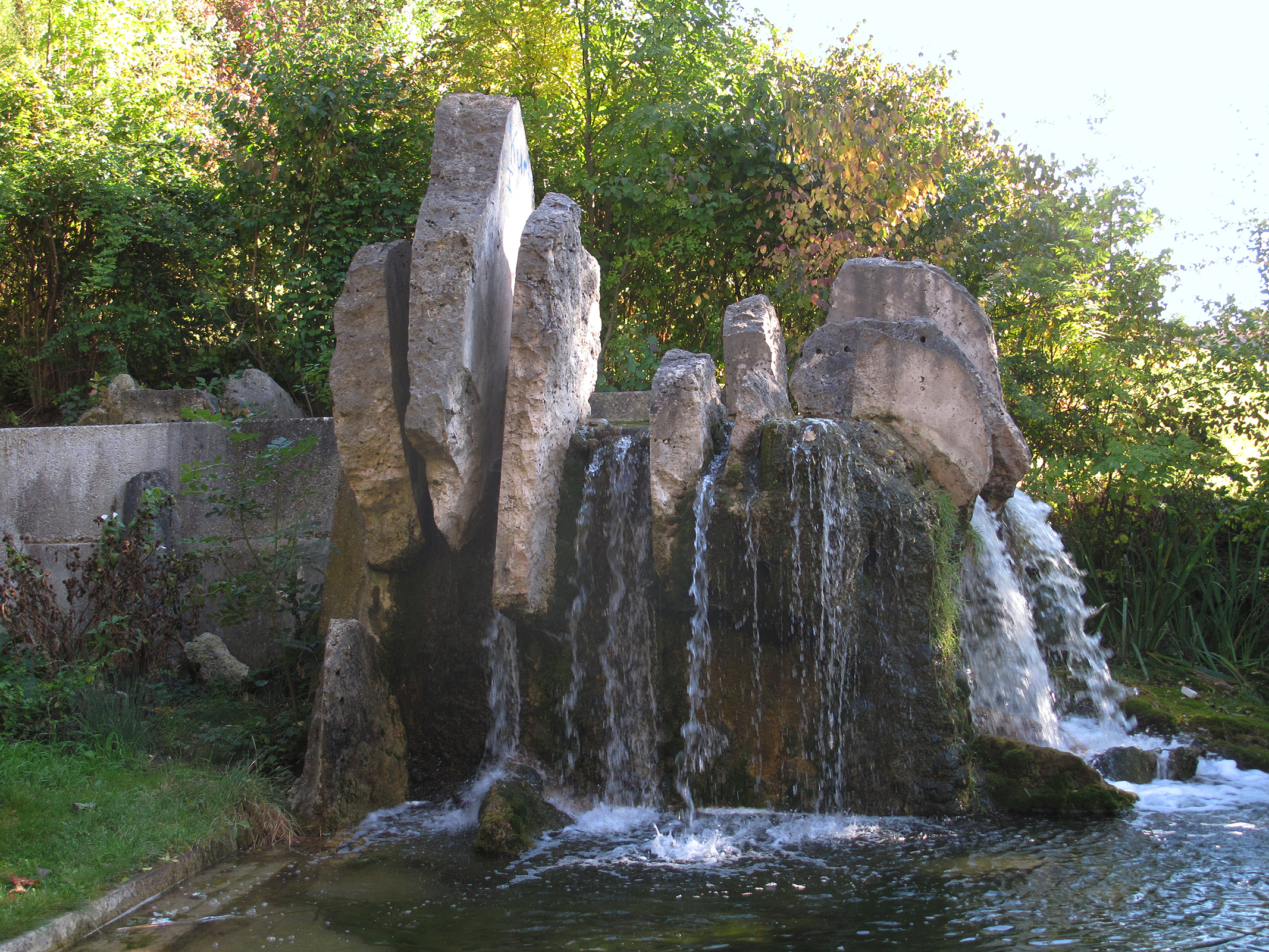
Bachlauf (détail), 1984, Leonberg
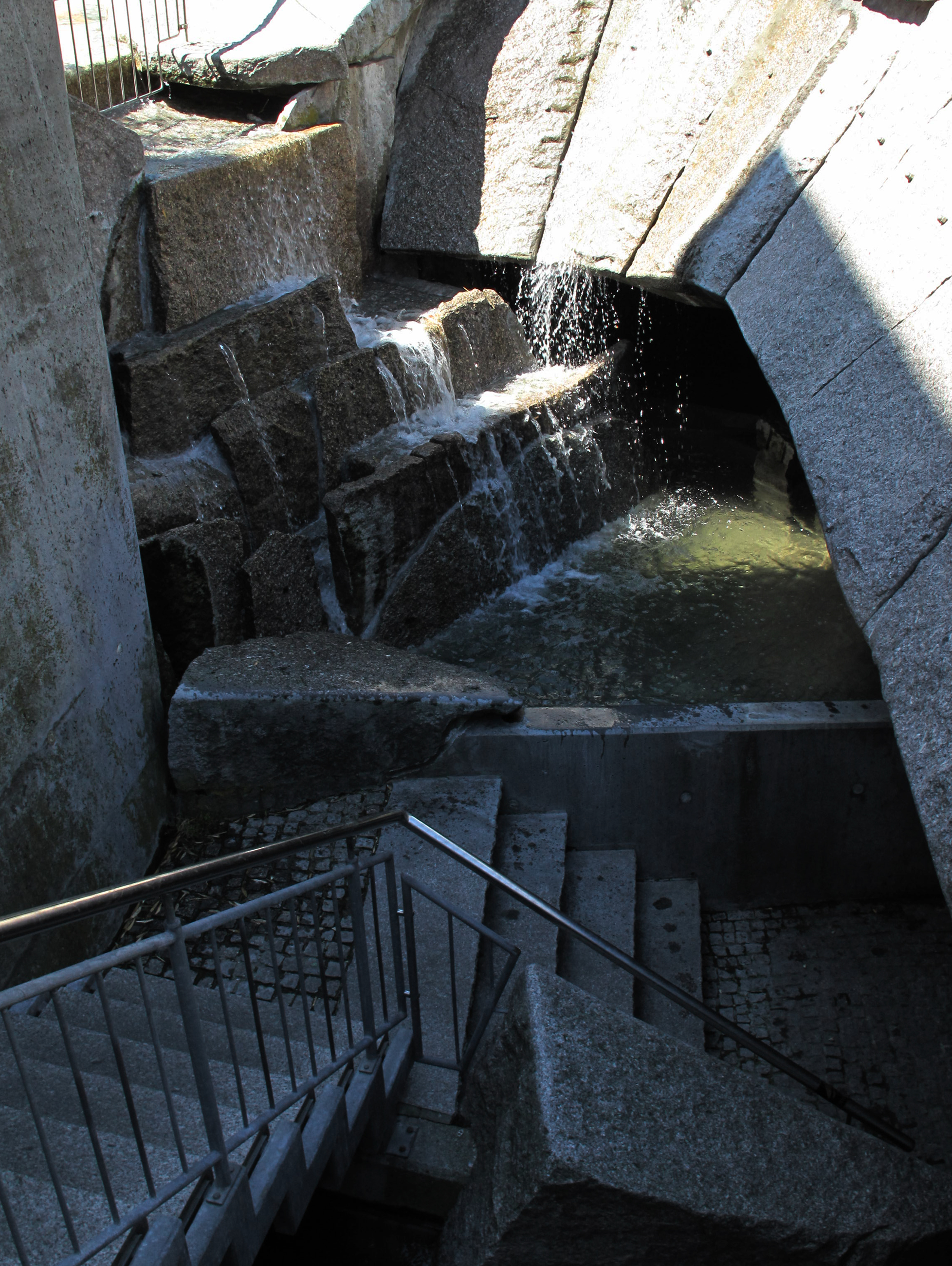
2-geschossige Wasserskulptur, 1988, Wendlingen am Neckar
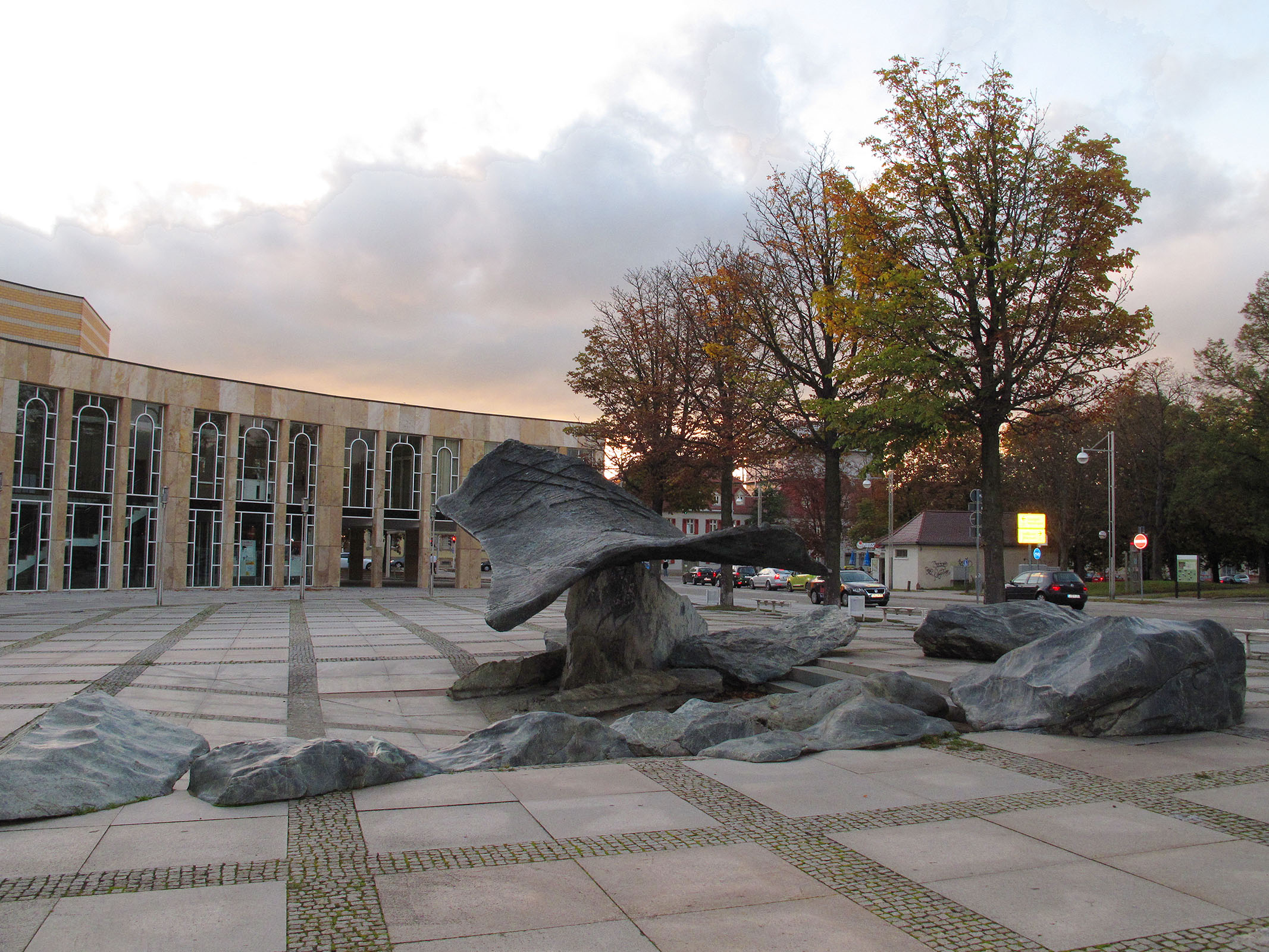
Platzgestaltung und Wasserskulptur, 1989, Ludwigsburg
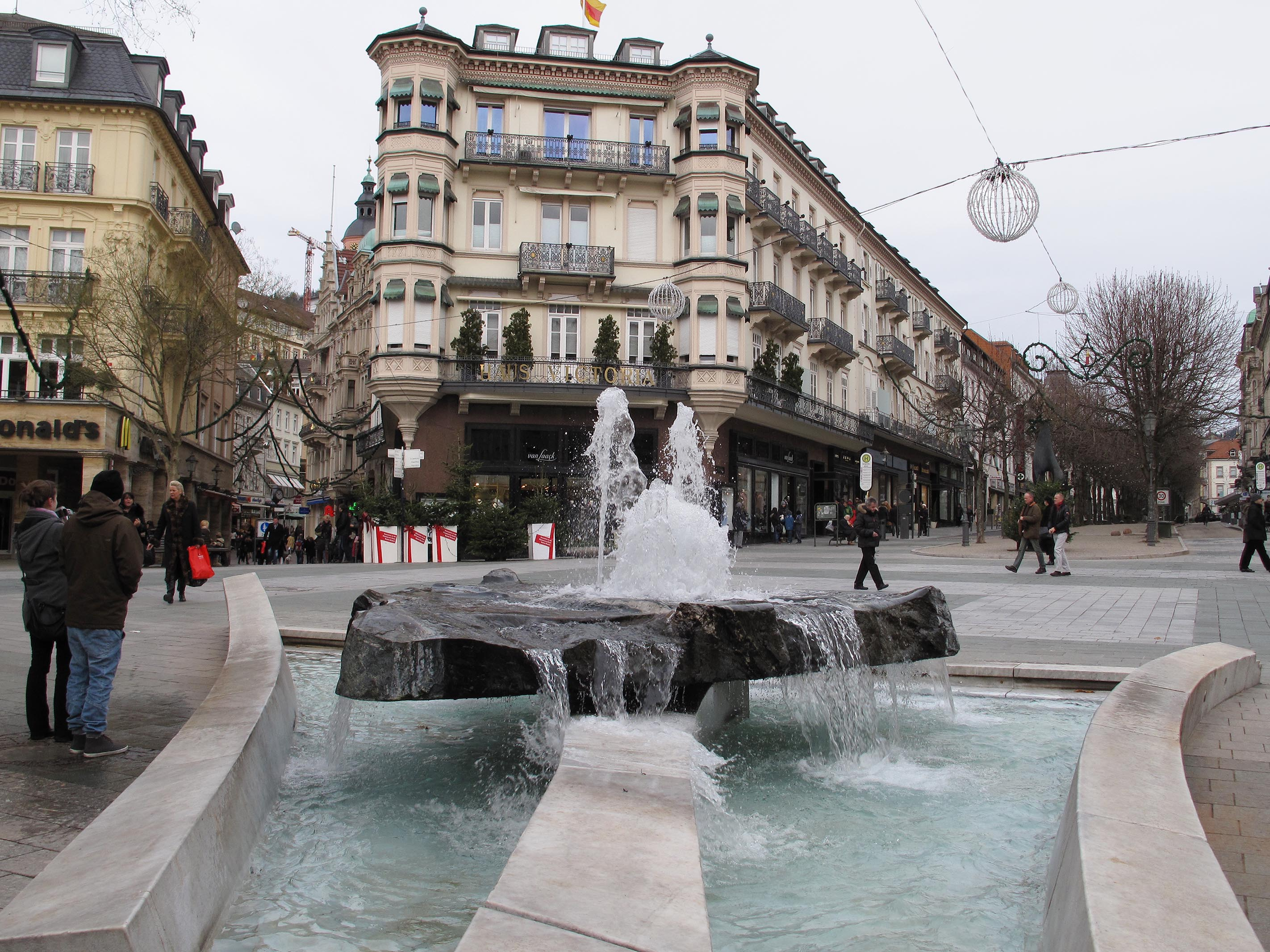
Wasserspiel, 1990, Baden-Baden
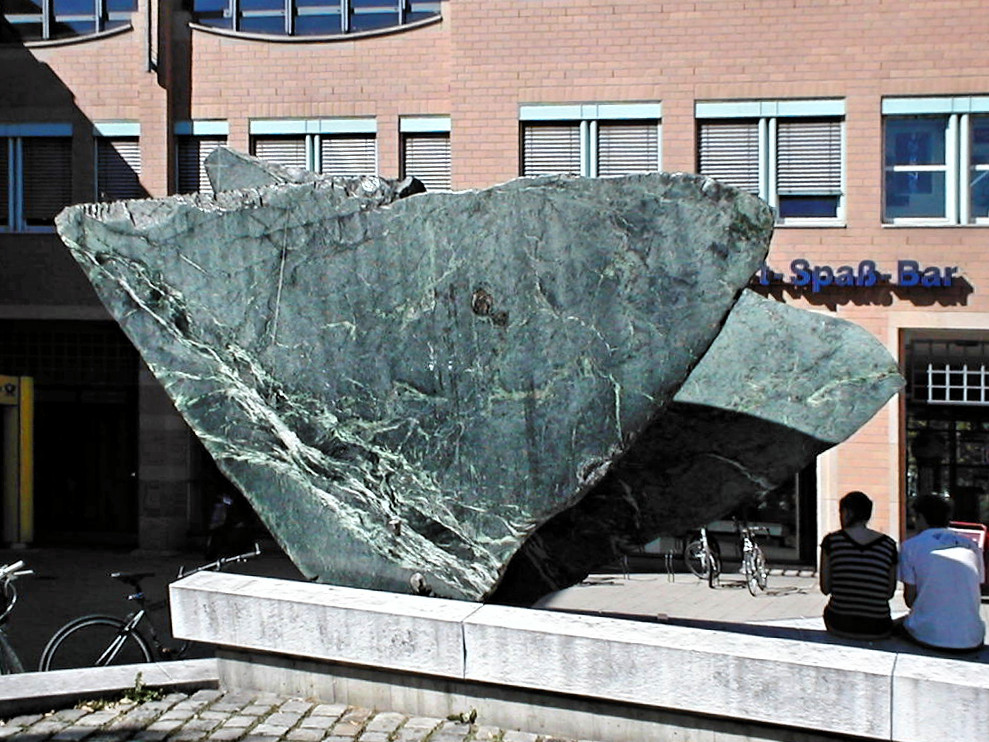
Postsache, 1990, Heilbronn
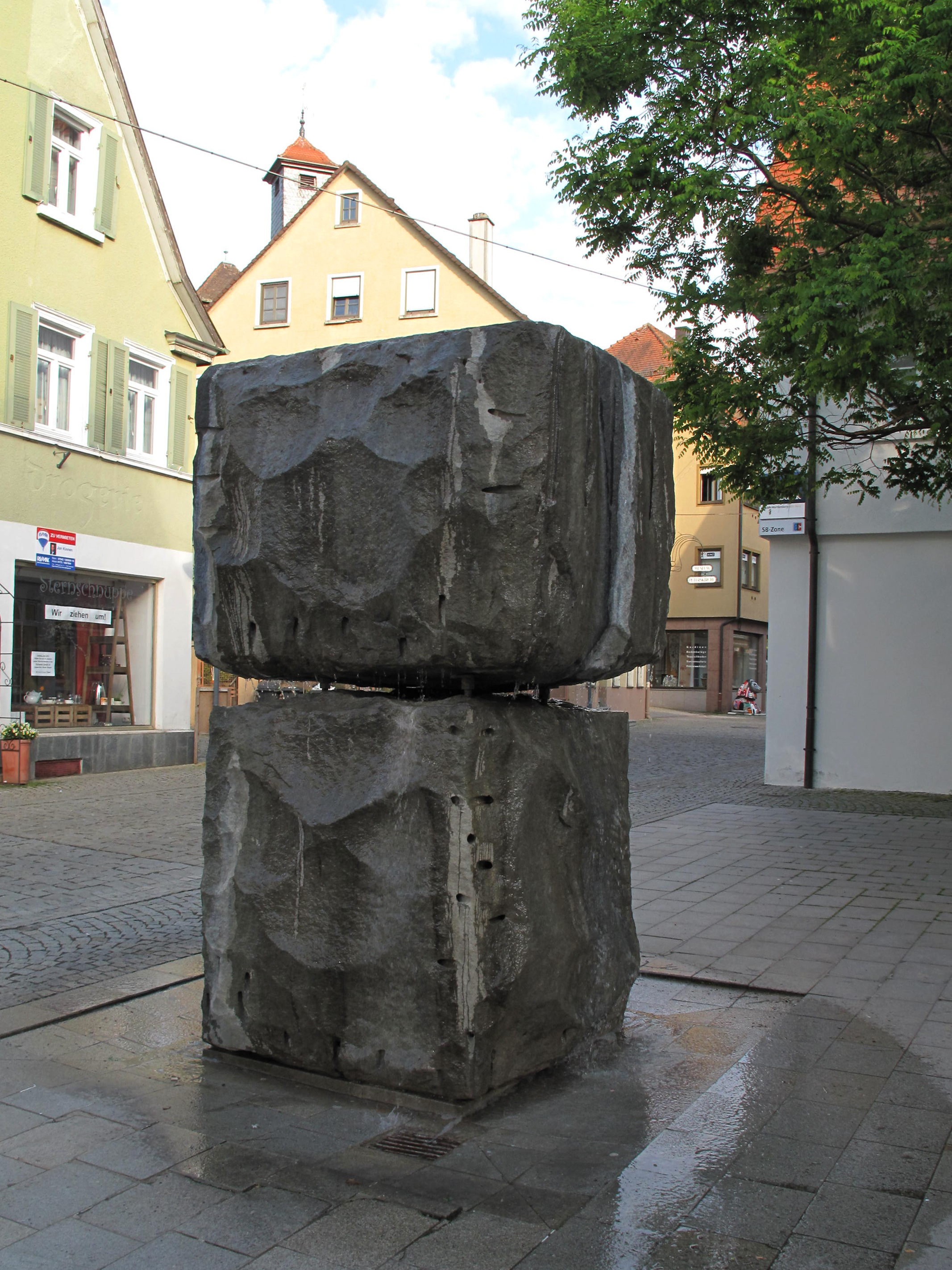
Bürgerbrunnen, 1993, Vaihingen an der Enz
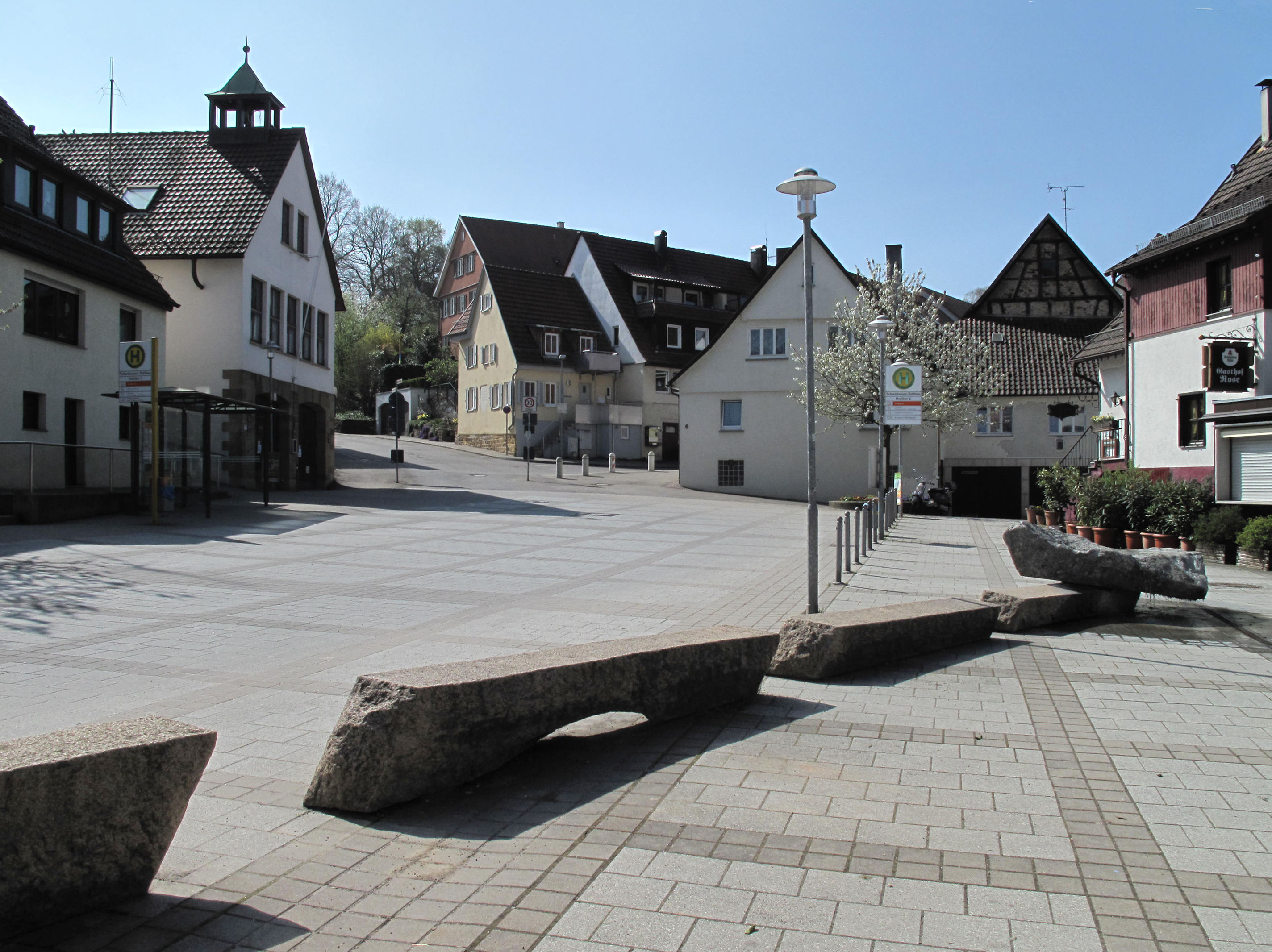
Wasserskulptur, 1999, Ostfildern
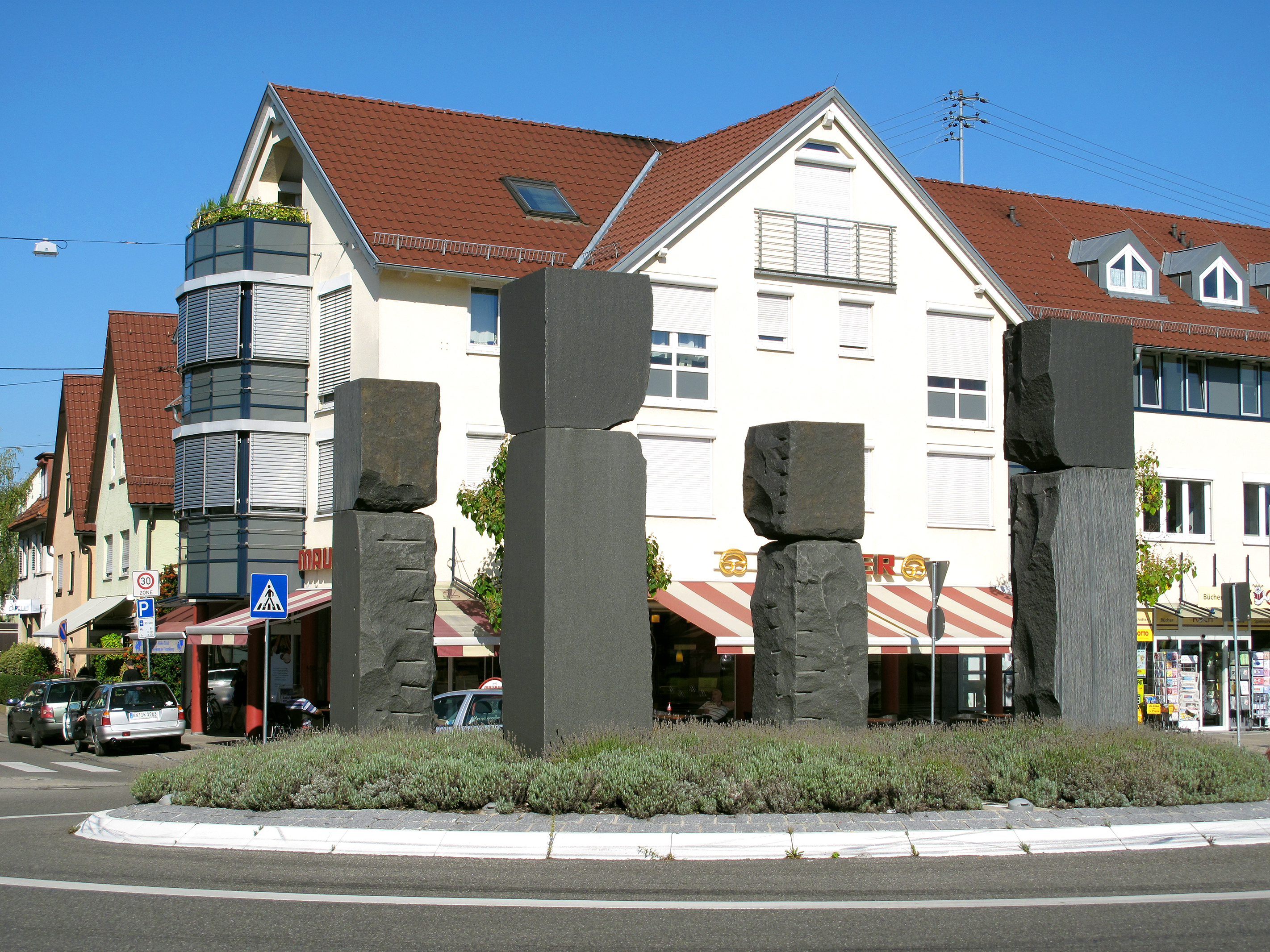
Kreisverkehr + 4 Säulen, 2009, Schwaikheim